# Brackenridgea elegantissima
Brackenridgea elegantissima là một loài thực vật có hoa trong họ Ochnaceae. Loài này được (Wall.) Kanis mô tả khoa học đầu tiên năm 1968.